# Mistrzostwa Mołdawii w piłce nożnej mężczyzn
Mistrzostwa Mołdawii w piłce nożnej (rum. Campionatul Moldovei la fotbal) – rozgrywki piłkarskie, prowadzone cyklicznie – corocznie lub co sezonowo (na przełomie dwóch lat kalendarzowych) – mające na celu wyłonienie najlepszej męskiej drużyny w Mołdawii.

## Historia
Mistrzostwa Mołdawii w piłce nożnej oficjalne rozgrywane są od 1992 roku. Obecnie rozgrywki odbywają się w wielopoziomowych ligach: Divizia Națională, Divizia A, Divizia B oraz niższych klasach regionalnych.
7 maja 1918 po podpisaniu traktatu pokojowego w Bukareszcie tereny Mołdawii (Besarabii) zostały przyłączone do Królestwa Rumunii. W sezonie 1918/19 zostały wznowione Mistrzostwa Rumunii. Do 1921 rozgrywki organizowane systemem pucharowym, a zwycięzca otrzymywał tytuł mistrza Rumunii. Następnie do 1932 rumuńskie zespoły walczyli najpierw w grupach regionalnych, a potem zwycięzcy grup systemem pucharowym wyłaniały mistrza kraju. W 1920 roku w Kiszyniowie powstały pierwsze besarabskie kluby piłkarskie Regiment CFR Kiszyniów i Mihai Viteazul Kiszyniów, potem następne. W sezonie 1924/25 roku po raz pierwszy rozegrano turniej eliminacyjny na terenie Mołdawii. Pierwszym zwycięzcą został zespół Fulgerul CFR Kiszyniów. Od sezonu 1932/33 kiedy zostały organizowane rozgrywki ligowe mołdawskie zespoły nie kwalifikowały się do Divizia A. W 1940 ZSRR (w zgodzie z paktem Ribbentrop-Mołotow) wymusił na Rumunii zrzeczenie się północnej Bukowiny i Besarabii. 2 sierpnia 1940 została utworzona Mołdawska SRR w składzie ZSRR. W końcu czerwca 1941 nastąpiła okupacja rumuńska. Po zajęciu przez Armię Radziecką terytorium Mołdawii od 1945 startują mistrzostwa Mołdawskiej SRR. To nie były pełnowartościowe mistrzostwa tak jak najlepsze kluby kraju uczestniczyły w mistrzostwach ZSRR.
Po założeniu mołdawskiej federacji piłkarskiej – FMF w 1990 roku, rozpoczął się proces zorganizowania pierwszych rozgrywek o mistrzostwo Mołdawii. 23 maja 1991 Mołdawia deklaruje niepodległość.
Rozgrywki najwyższej ligi zwanej Divizia Națională w obecnym formacie zainaugurowano w sezonie 1992.

## Mistrzowie i pozostali medaliści
| 1924–1940 | Mistrzostwa Rumunii |

- 1924/25: Region Kiszyniów – Fulgerul CFR Kiszyniów (1/8 finału)
- 1925/26: Region Kiszyniów – Fulgerul CFR Kiszyniów (1/2 finału)
- 1926/27: Region Kiszyniów – Mihai Viteazul Kiszyniów (1/4 finału)
- 1927/28: Region Kiszyniów – Mihai Viteazul Kiszyniów (1/2 finału)
- 1928/29: Region Kiszyniów – Mihai Viteazul Kiszyniów (1/8 finału)
- 1929/30: Region Kiszyniów – Mihai Viteazul Kiszyniów (1/2 finału)
- 1930/31: Region Wschód – Makkabi Czerniowce (1/2 finału)
- 1931/32: Region Wschód – Makkabi Czerniowce (1/2 finału)
- 1932/33–1939/1940: Divizia A – brak przedstawicieli od Mołdawii

| 1945–1991 | Mistrzostwa ZSRR |

| Sezon                                                                                    | K | K | T | Mistrz                       | Wicemistrz                   | III miejsce                  | Br. | Król strzelców | Uwagi    |
| Mistrzostwa Mołdawskiej SRR w piłce nożnej (rum. Campionatul RSS Moldovenești de fotbal) |   |   |   |                              |                              |                              |     |                |          |
| 1945                                                                                     |   |   | 1 | Dinamo Kiszyniów             | Dinamo-2 Kiszyniów           | Tyraspol XI                  | ?   | ?              | ? klubów |
| 1946                                                                                     |   |   | 2 | Dinamo Kiszyniów             | Spartac Kiszyniów            |                              | ?   | ?              | ? klubów |
| 1947                                                                                     |   |   | 3 | Dinamo Kiszyniów             | Spartac Bielce               |                              | ?   | ?              | ? klubów |
| 1948                                                                                     |   |   | 4 | Dinamo Kiszyniów             | Spartac Bielce               |                              | ?   | ?              | ? klubów |
| 1949                                                                                     |   |   | 1 | Burevestnic Bendery          | Spartac Tyraspol             | Spartac Bendery              | ?   | ?              | ? klubów |
| 1950                                                                                     |   |   | 1 | Crasnoe Znamea Kiszyniów     | Burevestnic Bendery          | Crasnoe Znamea Tyraspol      | ?   | ?              | ? klubów |
| 1951                                                                                     |   |   | 2 | Crasnoe Znamea Kiszyniów     | Dinamo Bendery               | Burevestnic Bendery          | ?   | ?              | ? klubów |
| 1952                                                                                     |   |   | 1 | Dinamo Kiszyniów             | Dinamo Bendery               | Dinamo Jedyńce               | ?   | ?              | ? klubów |
| 1953                                                                                     |   |   | 2 | Dinamo Kiszyniów             | Crasnoe Znamea Kiszyniów     | Dinamo Jedyńce               | ?   | ?              | ? klubów |
| 1954                                                                                     |   |   | 1 | Institutul Agricol Kiszyniów | Burevestnic Bendery          | Locomotiva Ungeni            | ?   | ?              | ? klubów |
| 1955                                                                                     |   |   | 2 | Burevestnic Bendery          | Institutul Agricol Kiszyniów | Spartac Kiszyniów            | ?   | ?              | ? klubów |
| 1956                                                                                     |   |   | 1 | Spartac Tyraspol             | Burevestnic Bendery          | Institutul Agricol Kiszyniów | ?   | ?              | ? klubów |
| 1957                                                                                     |   |   | 2 | Institutul Agricol Kiszyniów | Burevestnic Bendery          | Dinamo Kiszyniów             | ?   | ?              | ? klubów |
| 1958                                                                                     |   |   | 1 | Moldavcabel Bendery          | Conservnyi zavod Tyraspol    | Locomotiva Bielce            | ?   | ?              | ? klubów |
| 1959                                                                                     |   |   | 1 | NIISVIV Kiszyniów            | Tyraspol XI                  | Institutul Agricol Kiszyniów | ?   | ?              | ? klubów |
| 1960                                                                                     |   |   | 1 | Tyraspol XI                  | Conservnyi zavod Tyraspol    | Dinamo Kiszyniów             | ?   | ?              | ? klubów |
| 1961                                                                                     |   |   | 3 | Institutul Agricol Kiszyniów | Locomotiva Bielce            | Constructorul Dubosary       | ?   | ?              | ? klubów |
| 1962                                                                                     |   |   | 1 | Universitet Kiszyniów        | Stroitrest Bielce            | Molvavcabel Bendery          | ?   | ?              | ? klubów |
| 1963                                                                                     |   |   | 1 | Temp Tyraspol                | Vibropribor Kiszyniów        | Uzina mecanică Dubosary      | ?   | ?              | ? klubów |
| 1964                                                                                     |   |   | 2 | Temp Tyraspol                | Tractorul Kiszyniów          | Vibropribor Kiszyniów        | ?   | ?              | ? klubów |
| 1965                                                                                     |   |   | 2 | Energhia Tyraspol            | Temp Tyraspol                | Uzina mecanică Dubosary      | ?   | ?              | ? klubów |
| 1966                                                                                     |   |   | 1 | Stroindustria Bielce         | Nistrul Bendery              | Energhia Tyraspol            | ?   | ?              | ? klubów |
| 1967                                                                                     |   |   | 3 | Nistrul Bendery              | Dinamo Kiszyniów             | Energhia Tyraspol            | ?   | ?              | ? klubów |
| 1968                                                                                     |   |   | 3 | Temp Tyraspol                | Politehnica Kiszyniów        | Pișcevic Bielce              | ?   | ?              | ? klubów |
| 1969                                                                                     |   |   | 1 | Politehnica Kiszyniów        | Urojai Jedyńce               | Trud Bielce                  | ?   | ?              | ? klubów |
| 1970                                                                                     |   |   | 2 | Politehnica Kiszyniów        | Pișcevic Bendery             | Locomotiva Bielce            | ?   | ?              | ? klubów |
| 1971                                                                                     |   |   | 4 | Pișcevic Bendery             | Dinamo Kiszyniów             | Trud Bielce                  | ?   | ?              | ? klubów |
| 1972                                                                                     |   |   | 1 | Colhoz im. Lenina Jedyńce    | Dinamo Kiszyniów             | Pișcevic Bendery             | ?   | ?              | ? klubów |
| 1973                                                                                     |   |   | 5 | Pișcevic Bendery             | Dinamo Kiszyniów             | Trud Bielce                  | ?   | ?              | ? klubów |
| 1974                                                                                     |   |   | 3 | Dinamo Kiszyniów             | Energhetic Dubosary          | Colos Slobozia               | ?   | ?              | ? klubów |
| 1975                                                                                     |   |   | 4 | Dinamo Kiszyniów             | Colos Slobozia               | Energhetic Dubosary          | ?   | ?              | ? klubów |
| 1976                                                                                     |   |   | 1 | Constructorul Tyraspol       | Colos Slobozia               | Grănicerul Glodeni           | ?   | ?              | ? klubów |
| 1977                                                                                     |   |   | 2 | Constructorul Tyraspol       | Nistru Cioburciu             | Grănicerul Glodeni           | ?   | ?              | ? klubów |
| 1978                                                                                     |   |   | 1 | Nistru Cioburciu             | Colos Slobozia               | Grănicerul Glodeni           | ?   | ?              | ? klubów |
| 1979                                                                                     |   |   | 2 | Nistru Cioburciu             | Colos Slobozia               | Avangard Lazowsk             | ?   | ?              | ? klubów |
| 1980                                                                                     |   |   | 3 | Nistru Cioburciu             | Colos Slobozia               | Grănicerul Glodeni           | ?   | ?              | ? klubów |
| 1981                                                                                     |   |   | 1 | Grănicerul Glodeni           | Vilia Bryczany               | Nistru Cioburciu             | ?   | ?              | ? klubów |
| 1982                                                                                     |   |   | 2 | Grănicerul Glodeni           | Volna Soroki                 | Automobilistul Bielce        | ?   | ?              | ? klubów |
| 1983                                                                                     |   |   | 3 | Grănicerul Glodeni           | Automobilistul Bielce        | Vilia Bryczany               | ?   | ?              | ? klubów |
| 1984                                                                                     |   |   | 4 | Grănicerul Glodeni           | Colos Rîșcani                | Vilia Bryczany               | ?   | ?              | ? klubów |
| 1985                                                                                     |   |   | 1 | Iscra Rybnica                | Textilșcic Tyraspol          | Automobilistul Bielce        | ?   | ?              | ? klubów |
| 1986                                                                                     |   |   | 1 | Avangard Lazowsk             | Iscra Rybnica                | Textilșcic Tyraspol          | ?   | ?              | ? klubów |
| 1987                                                                                     |   |   | 3 | Textilșcic Tyraspol          | Varnița Bendery              | Iscra Rybnica                | ?   | ?              | ? klubów |
| 1988                                                                                     |   |   | 6 | Tighina Bendery              | Textilșcic Tyraspol          | Energhetic Dubosary          | ?   | ?              | ? klubów |
| 1989                                                                                     |   |   | 4 | Textilșcic Tyraspol          | Cristalul Fălești            | Moldovaghidromaș Kiszyniów   | ?   | ?              | ? klubów |
| 1990                                                                                     |   |   | 1 | Moldovaghidromaș Kiszyniów   | Moldova Boroseni Noi         | Dinamo Kiszyniów             | ?   | ?              | ? klubów |
| 1991                                                                                     |   |   | 1 | Speranța Nisporeni           | Dinamo Kiszyniów             | Constructorul Leova          | ?   | ?              | ? klubów |

| Sezon                                     | K | K | T  | Mistrz                  | Wicemistrz                | III miejsce             | Br. | Król strzelców                                                        | Uwagi              |
| Dywizja Narodowa (rum. Divizia Națională) |   |   |    |                         |                           |                         |     |                                                                       |                    |
| 1992                                      |   |   | 1  | Zimbru Kiszyniów        | Tiligul-Tiras Tyraspol    | Bugeac Komrat           | 13  | Serghei Alexandrov (Bugeac Komrat), Oleg Flentea (Constructorul)      | 12 klubów          |
| 1992/93                                   |   |   | 2  | Zimbru Kiszyniów        | Tiligul-Tiras Tyraspol    | Moldova Boroseni        | 30  | Vladimir Kosse (Tiligul-Tiras Tyraspol)                               | 16 klubów          |
| 1993/94                                   |   |   | 3  | Zimbru Kiszyniów        | Tiligul-Tiras Tyraspol    | Codru Călărași          | 24  | Vladimir Kosse (Tiligul-Tiras Tyraspol)                               | 16 klubów          |
| 1994/95                                   |   |   | 4  | Zimbru Kiszyniów        | Tiligul-Tiras Tyraspol    | Olimpia Bielce          | 20  | Vladislav Gavriliuc (Nistru Otaci)                                    | 14 klubów          |
| 1995/96                                   |   |   | 5  | Zimbru Kiszyniów        | Tiligul-Tiras Tyraspol    | Constructorul Kiszyniów | 34  | Vladislav Gavriliuc (Zimbru Kiszyniów)                                | 16 klubów          |
| 1996/97                                   |   |   | 1  | Constructorul Kiszyniów | Zimbru Kiszyniów          | Tiligul-Tiras Tyraspol  | 35  | Serghei Rogaciov (Olimpia Bielce)                                     | 16 klubów          |
| 1997/98                                   |   |   | 6  | Zimbru Kiszyniów        | Tiligul-Tiras Tyraspol    | Constructorul Kiszyniów | 25  | Serghei Cleșcenco (Zimbru Kiszyniów)                                  | 14 klubów          |
| 1998/99                                   |   |   | 7  | Zimbru Kiszyniów        | Constructorul Kiszyniów   | Tiligul-Tiras Tyraspol  | 21  | Serghei Rogaciov (Sheriff Tyraspol)                                   | 10 klubów, 2 rundy |
| 1999/00                                   |   |   | 8  | Zimbru Kiszyniów        | Sheriff Tyraspol          | Constructorul Kiszyniów | 20  | Serghei Rogaciov (Sheriff Tyraspol)                                   | 10 klubów          |
| 2000/01                                   |   |   | 1  | Sheriff Tyraspol        | Zimbru Kiszyniów          | Tiligul-Tiras Tyraspol  | 17  | Ruslan Barburoș (Sheriff Tyraspol), Dawit Mudżiri (Sheriff Tyraspol)  | 8 klubów           |
| 2001/02                                   |   |   | 2  | Sheriff Tyraspol        | Nistru Otaci              | Zimbru Kiszyniów        | 17  | Ruslan Barburoș (Sheriff Tyraspol)                                    | 8 klubów           |
| 2002/03                                   |   |   | 3  | Sheriff Tyraspol        | Zimbru Kiszyniów          | Nistru Otaci            | 19  | Serghei Dadu (FC Tiraspol/Sheriff Tyraspol)                           | 8 klubów           |
| 2003/04                                   |   |   | 4  | Sheriff Tyraspol        | Nistru Otaci              | Zimbru Kiszyniów        | 15  | Vladimir Shishelov (Zimbru Kiszyniów)                                 | 8 klubów           |
| 2004/05                                   |   |   | 5  | Sheriff Tyraspol        | Nistru Otaci              | Dacia Kiszyniów         | 16  | Catalin Lichioiu (Nistru Otaci)                                       | 8 klubów           |
| 2005/06                                   |   |   | 6  | Sheriff Tyraspol        | Zimbru Kiszyniów          | FC Tyraspol             | 13  | Aliaksiej Kuczuk (Sheriff Tyraspol)                                   | 8 klubów           |
| 2006/07                                   |   |   | 7  | Sheriff Tyraspol        | Zimbru Kiszyniów          | Nistru Otaci            | 17  | Aliaksiej Kuczuk (Sheriff Tyraspol)                                   | 10 klubów          |
| 2007/08                                   |   |   | 8  | Sheriff Tyraspol        | Dacia Kiszyniów           | Nistru Otaci            | 14  | Igor Picușceac (Sheriff Tyraspol)                                     | 11 klubów          |
| 2008/09                                   |   |   | 9  | Sheriff Tyraspol        | Dacia Kiszyniów           | Iscra-Stali Rybnica     | 16  | Oleg Andronic (Zimbru Kiszyniów)                                      | 11 klubów          |
| 2009/10                                   |   |   | 10 | Sheriff Tyraspol        | Iscra-Stali Rybnica       | Olimpia Bielce          | 13  | Alexandru Maximov (Milsami), Jymmy França (Sheriff Tyraspol)          | 12 klubów          |
| 2010/11                                   |   |   | 1  | Dacia Kiszyniów         | Sheriff Tyraspol          | Milsami Orgiejów        | 26  | Gheorghe Boghiu (Milsami Orgiejów)                                    | 14 klubów          |
| 2011/12                                   |   |   | 11 | Sheriff Tyraspol        | Dacia Kiszyniów           | Zimbru Kiszyniów        | 18  | Wilfried Balima (Sheriff Tyraspol)                                    | 12 klubów          |
| 2012/13                                   |   |   | 12 | Sheriff Tyraspol        | Dacia Kiszyniów           | FC Tyraspol             | 16  | Gheorghe Boghiu (Milsami Orgiejów)                                    | 12 klubów          |
| 2013/14                                   |   |   | 13 | Sheriff Tyraspol        | FC Tyraspol               | Veris Drăgănești        | 26  | Henrique Luvannor (Sheriff Tyraspol)                                  | 12 klubów          |
| 2014/15                                   |   |   | 1  | Milsami Orgiejów        | Dacia Kiszyniów           | Sheriff Tyraspol        | 19  | Ricardinho (Sheriff Tyraspol)                                         | 11 klubów          |
| 2015/16                                   |   |   | 14 | Sheriff Tyraspol        | Dacia Kiszyniów           | Zimbru Kiszyniów        | 12  | Danijel Subotić (Sheriff Tyraspol)                                    | 10 klubów          |
| 2016/17                                   |   |   | 15 | Sheriff Tyraspol        | Dacia Kiszyniów           | Milsami Orgiejów        | 15  | Ricardinho (Sheriff Tyraspol)                                         | 10 klubów          |
| 2017                                      |   |   | 16 | Sheriff Tyraspol        | Milsami Orgiejów          | Petrocub Hîncești       | 13  | Vitalie Damașcan (Sheriff Tyraspol)                                   | 10 klubów          |
| 2018                                      |   |   | 17 | Sheriff Tyraspol        | Milsami Orgiejów          | Petrocub Hîncești       | 12  | Vladimir Ambros (Petrocub Hîncești)                                   | 8 klubów           |
| 2019                                      |   |   | 18 | Sheriff Tyraspol        | Sfîntul Gheorghe Suruceni | Petrocub Hîncești       | 13  | Juryj Kiendysz (Sheriff Tyraspol)                                     | 8 klubów           |
| 2020/21                                   |   |   | 19 | Sheriff Tyraspol        | Petrocub Hîncești         | Milsami Orgiejów        | 28  | Frank Castañeda (Sheriff Tyraspol)                                    | 10 klubów          |
| 2021/22                                   |   |   | 20 | Sheriff Tyraspol        | Petrocub Hîncești         | Milsami Orgiejów        | 17  | Vladimir Ambros (Petrocub Hîncești)                                   | 8 klubów           |
| 2022/23                                   |   |   | 21 | Sheriff Tyraspol        | Petrocub Hîncești         | Zimbru Kiszyniów        | 8   | Rasheed Akanbi (Sheriff Tyraspol), Alexandru Dedov (Zimbru Kiszyniów) | 8 klubów           |
| 2023/24                                   |   |   | 1  | Petrocub Hîncești       | Sheriff Tyraspol          | Zimbru Kiszyniów        | 13  | Radu Gînsari (Milsami Orgiejów)                                       | 8 klubów, 2 fazy   |
| 2024/25                                   |   |   | 2  | Milsami Orgiejów        | Zimbru Kiszyniów          | Sheriff Tyraspol        |     |                                                                       | 8 klubów, 2 fazy   |

## Statystyka

### Klasyfikacja według klubów
W dotychczasowej historii Mistrzostw Mołdawii na podium oficjalnie stawało w sumie 15 drużyn. Liderem klasyfikacji jest Sheriff Tyraspol, który zdobył 19 tytułów mistrzowskich.
Stan po zakończeniu sezonu 2024/2025.
| Lp. | Klub                      | Miejsca na podium | Miejsca na podium | Miejsca na podium | Zwycięskie sezony                                                     |   |   | |
| --- | ------------------------- | ----------------- | ----------------- | ----------------- | --------------------------------------------------------------------- | - | - | --- |
| Lp. | Klub                      | 1.                | Sheriff Tyraspol  | 21                | Zwycięskie sezony                                                     | 3 | 2 | 2000/01, 2001/02, 2002/03, 2003/04, 2004/05, 2005/06, 2006/07, 2007/08, 2008/09, 2009/10, 2011/12, 2012/13, 2013/14, 2015/16, 2016/17, 2017, 2018, 2019, 2020/21, 2021/22, 2022/23 |
| 2.  | Zimbru Kiszyniów          | 8                 | 6                 | 6                 | 1992, 1992/93, 1993/94, 1994/95, 1995/96, 1997/98, 1998/99, 1999/2000 |   |   | |
| 3.  | Milsami Orgiejów          | 2                 | 2                 | 4                 | 2014/15, 2024/25                                                      |   |   | |
| 4.  | Dacia Kiszyniów           | 1                 | 7                 | 1                 | 2010/11                                                               |   |   | |
| 5.  | Petrocub Hîncești         | 1                 | 3                 | 3                 | 2023/24                                                               |   |   | |
| 6.  | FC Tyraspol               | 1                 | 2                 | 5                 | 1996/97                                                               |   |   | |
| 7.  | Tiligul-Tiras Tyraspol    | 0                 | 6                 | 3                 |                                                                       |   |   | |
| 8.  | Nistru Otaci              | 0                 | 3                 | 3                 |                                                                       |   |   | |
| 9.  | Iscra-Stali Rybnica       | 0                 | 1                 | 1                 |                                                                       |   |   | |
| 10. | Sfîntul Gheorghe Suruceni | 0                 | 1                 | 0                 |                                                                       |   |   | |
| 11. | Olimpia Bielce            | 0                 | 0                 | 2                 |                                                                       |   |   | |
| 12. | Bugeac Komrat             | 0                 | 0                 | 1                 |                                                                       |   |   | |
| 12. | Codru Calarasi            | 0                 | 0                 | 1                 |                                                                       |   |   | |
| 12. | Moldova Boroseni          | 0                 | 0                 | 1                 |                                                                       |   |   | |
| 12. | Veris Drăgănești          | 0                 | 0                 | 1                 |                                                                       |   |   | |

### Klasyfikacja według miast
Siedziby klubów: Stan po sezonie 2024/25.
| Miasto    | Liczba tytułów | Kluby                                     |
| --------- | -------------- | ----------------------------------------- |
| Tyraspol  | 22             | Sheriff Tyraspol (21), FC Tyraspol (1)    |
| Kiszyniów | 9              | Zimbru Kiszyniów (8), Dacia Kiszyniów (1) |
| Orgiejów  | 2              | Milsami Orgiejów (2)                      |
| Hîncești  | 1              | Petrocub Hîncești (1)                     |

## Uczestnicy
Są 49 zespołów, które wzięli udział w 34 sezonach Mistrzostw Mołdawii, które były prowadzone od 1992 aż do sezonu 2024/25 łącznie. Tylko Zimbru Kiszyniów był zawsze obecny w każdej edycji.
Pogrubione zespoły biorące udział w sezonie 2024/25.
- 34 razy: Zimbru Kiszyniów
- 27 razy: Bielce1, Sheriff Tyraspol
- 21 razy: Nistru Otaci
- 20 razy: Dacia Kiszyniów, FC Tiraspol
- 17 razy: Tiligul-Tiras Tyraspol
- 16 razy: Milsami Orgiejów
- 13 razy: Tighina Bendery
- 12 razy: Agro-Goliador Kiszyniów, Speranța Nisporeni
- 11 razy: Petrocub Hîncești
- 10 razy: CSCA-Rapid Kiszyniów, Dinamo-Auto Tyraspol, Unisport-Auto Kiszyniów
- 9 razy: Academia UTM Kiszyniów, Sfîntul Gheorghe Suruceni
- 7 razy: Iscra-Stali Rybnica
- 6 razy: Găgăuzia Comrat
- 5 razy: Codru Călărași, Politehnica Kiszyniów, Torentul Kiszyniów
- 4 razy: Cristalul Fălești, FC Costuleni, FC Florești, Nistru Cioburciu
- 3 razy: MHM-93 Kiszyniów, Moldova Boroseni, Moldova-Gaz Kiszyniów, Progresul Bryczany, Roma Bielce, Saxan Ceadîr-Lunga
- 2 razy: Codru Lozova, Locomotiva Basarabeasca, Spartanii Sportul Selemet, Speranța Crihana Veche, Spumante Cricova
- 1 raz: Attila Ungheni, Ciuhur Ocnița, Constructorul Leova, Energhetic Dubosary, FC Cahul-2005, FC Ungheni, Happy End Camenca, Sinteza Căușeni, Spicul Chișcăreni, Stimold Kiszyniów, Universul Ciuciuleni, Veris Kiszyniów.

Uwaga:

1 Bielce rozgrywały mecz jako Olimpia Bielce, Zaria Bielce.